# 丸橋忠弥

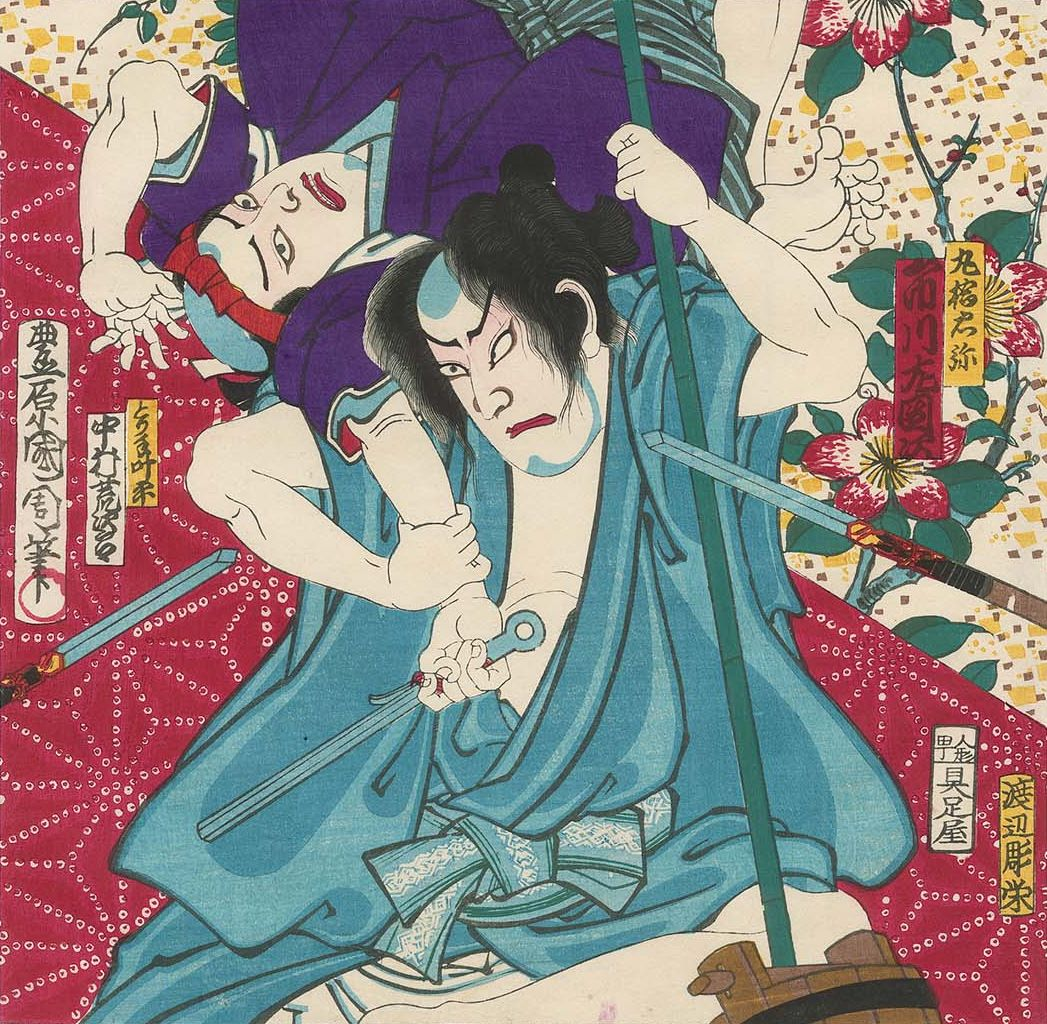
初代市川左團次の丸橋忠弥

丸橋 忠弥（まるばし ちゅうや、生年不詳 - 慶安4年8月10日（1651年9月24日））は、江戸時代前期の浪人。慶安の変で江戸幕府の転覆を図った首謀者の一人。本名は丸橋 忠也、号は一玄居士。
出自に関しては、長宗我部盛親の庶子・盛澄として生まれ母方の苗字である丸橋を名乗ったとする説、上野国出身とする説、出羽国山形の出身とする説、元幕臣だったとする説などがあり定かではない。河竹黙阿弥の実録歌舞伎『樟紀流花見幕張』（慶安太平記）では長宗我部盛澄説をとっている。
友人の世話で、江戸・御茶ノ水に宝蔵院流槍術の道場を開いた。その後由井正雪と出会い、その片腕として幕府転覆計画に加担、江戸城攻撃を受け持った。しかし一味に加わっていた奥村八左衛門の密告により事前に計画が露見。幕府は一味の捕縛を計画したが、忠弥は槍の使い手で、捕縛には槍を使って抵抗すると予想された。そこで一計を案じ、未明に忠弥の自宅の外に青竹を燃やし、青竹が爆ぜる音で目を覚まさせ、「火事だ」と叫んだ。忠弥は丸腰で出たところを捕縛された。忠弥は母や兄らとともに鈴ヶ森刑場で磔にされた。
辞世の歌は「雲水のゆくへも西のそらなれや 願ふかひある道しるべせよ」。墓所は東京都豊島区高田の金乗院と品川区の妙蓮寺にある。
一説に新選組隊士で御陵衛士でもある篠原泰之進は、忠弥の血筋だという。

## 丸橋忠弥を演じた俳優

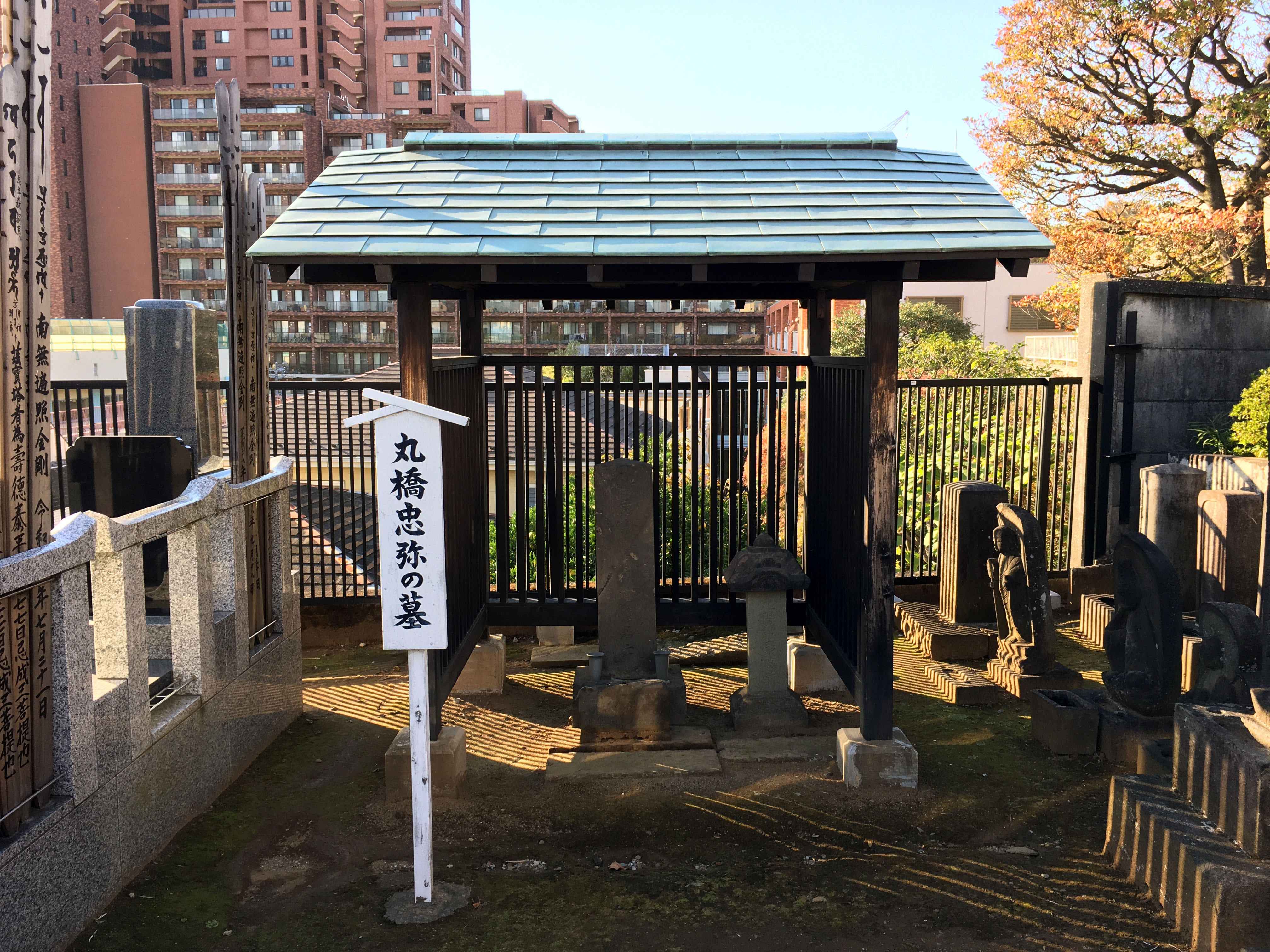
金乗院にある忠弥の墓

- 市川右太衛門 -『丸橋忠弥』、市川右太衛門プロダクション、1928年
- 大河内伝次郎 -『素浪人忠弥』、日活、1930年
- 嵐寛寿郎 -『丸橋忠弥』、嵐寛寿郎プロダクション、1933年
- 小沢栄太郎 -『慶安水滸伝』、松竹、1954年
- 田崎潤 -『麝香屋敷』、大映、1955年
- 片岡千恵蔵 -『素浪人忠弥』、東映、1957年
- 山形勲 -『神変麝香猫』、東映、1958年
- 近衛十四郎 -『ひばり捕物帖 折鶴駕篭』、東映、1960年[7]
- 今井健二 -『忍びの者 伊賀屋敷』、大映、1965年
- 藤木悠 -『落語野郎 大爆笑』、東宝、1967年
- 菅貫太郎 -『お庭番』第17･18･19話、NTV、1968年
- 長門勇 -『てなもんや二刀流』、朝日放送、1970年
- 加東大介 -『江戸を斬る 梓右近隠密帳』、TBS、1973年
- 佐藤允 -『徳川三国志』、NET、1975年
- 岩尾正隆 -『影の軍団 服部半蔵』、東映、1980年
- 瑳川哲朗 -『長七郎江戸日記』、日本テレビ、1985年
- 榎木孝明 -『寛永風雲録』、日本テレビ、1991年
- 金田賢一 -『家光謀殺』、テレビ朝日、1995年
- 照英 -『柳生十兵衛七番勝負 最後の闘い』、NHK、2007年